# Guam aux Jeux olympiques
Guam participe aux Jeux olympiques depuis 1988 et a envoyé des athlètes à chaque Jeux d'été depuis cette date. Le pays a participé une fois aux Jeux d'hiver en 1988. 
Le pays n'a jamais remporté de médaille.
Le Comité national olympique de Guam a été créé en 1976 et a été reconnu par le Comité international olympique (CIO) en octobre 1987.

## Tableau des médailles
| Année               | Athlètes | Médaille d'or, Jeux olympiques | Médaille d'argent, Jeux olympiques | Médaille de bronze, Jeux olympiques | Total | Rang |
| Séoul 1988          | 20       | 0                              | 0                                  | 0                                   | 0     | -    |
| Barcelone 1992      | 22       | 0                              | 0                                  | 0                                   | 0     | -    |
| Atlanta 1996        | 8        | 0                              | 0                                  | 0                                   | 0     | -    |
| Sydney 2000         | 7        | 0                              | 0                                  | 0                                   | 0     | -    |
| Athènes 2004        | 4        | 0                              | 0                                  | 0                                   | 0     | -    |
| Pékin 2008          | 6        | 0                              | 0                                  | 0                                   | 0     | -    |
| Londres 2012        | 8        | 0                              | 0                                  | 0                                   | 0     | -    |
| Rio de Janeiro 2016 | 5        | 0                              | 0                                  | 0                                   | 0     | -    |
| Total               | 80       | 0                              | 0                                  | 0                                   | 0     | -    |

| Année        | Athlètes          | Médaille d'or, Jeux olympiques | Médaille d'argent, Jeux olympiques | Médaille de bronze, Jeux olympiques | Total             | Rang              |
| Calgary 1988 | 1                 | 0                              | 0                                  | 0                                   | 0                 | -                 |
| 1992-2018    | N'a pas participé | N'a pas participé              | N'a pas participé                  | N'a pas participé                   | N'a pas participé | N'a pas participé |
| Total        | 1                 | 0                              | 0                                  | 0                                   | 0                 | -                 |